# Гнилой Еланец
Гнило́й Ела́нец (Ела́нчик, Яла́нец) (укр. Гнилий Єланець) — река на территории Украины, в пределах Кропивницкого района Кировоградской области и Еланецкого, Новоодесского районов Николаевской области. Левый приток реки Южный Буг. Бассейн Чёрного моря.

## Описание
Длина — 103 км, площадь водосборного бассейна — 1235 км², уклон реки 1,3 м/км.
Гнилой Еланец берёт свое начало в селе Варламовка. Течёт по Приднепровской возвышенности. Впадает в Южный Буг к северо-западу от города Новая Одесса.
Летом река часто пересыхает. Построено два водохранилища.